# Geoffrey Clifton-Brown
Geoffrey Robert Clifton-Brown, född 23 mars 1953 i Cambridge i Cambridgeshire, är en brittisk konservativ politiker. Han var 1992–1997 ledamot av underhuset för Cirencester and Tewkesbury och är sedan 1997 ledamot för The Cotswolds.